# Voetballer van het jaar van de Sovjet-Unie
De Voetballer van het jaar van de Sovjet-Unie was een prijs voor de beste voetballer van de Sovjet-Unie, die van 1964 tot 1991 werd toegekend. De organisatie van de prijs lag in handen van het wekelijkse tijdschrift Football.

## Winnaars
| Jaar | Plaats | Speler                  | Club                  | Punten |
| ---- | ------ | ----------------------- | --------------------- | ------ |
| 1964 | 1º     | Valeri Voronin          | Torpedo Moskou        | 186    |
| 1964 | 2º     | Valentin Ivanov         | Torpedo Moskou        | 85     |
| 1964 | 3º     | Slava Metreveli         | Dinamo Tbilisi        | 80     |
| 1965 | 1º     | Valeri Voronin          | Torpedo Moskou        | ?      |
| 1965 | 2º     | Edoeard Streltsov       | Torpedo Moskou        | ?      |
| 1966 | 1º     | Andrej Biba             | Dynamo Kiev           | 94     |
| 1966 | 2º     | Lev Jasjin              | Dinamo Moskou         | 75     |
| 1966 | 3º     | Albert Sjesternjov      | CSKA Moskou           | 75     |
| 1967 | 1º     | Edoeard Streltsov       | Torpedo Moskou        | 155    |
| 1967 | 2º     | Moertaz Choertsilava    | Dinamo Tbilisi        | 84     |
| 1967 | 3º     | Anatolij Bysjovets      | Dynamo Kiev           | 31     |
| 1968 | 1º     | Edoeard Streltsov       | Torpedo Moskou        | 206    |
| 1968 | 2º     | Moertaz Choertsilava    | Dinamo Tbilisi        | 107    |
| 1968 | 3º     | Albert Sjesternjov      | CSKA Moskou           | 41     |
| 1969 | 1º     | Vladimir Moentjan       | Dynamo Kiev           | 223    |
| 1969 | 2º     | Anzor Kavazasjvili      | Spartak Moskou        | 170    |
| 1969 | 3º     | Albert Sjesternjov      | CSKA Moskou           | 76     |
| 1970 | 1º     | Albert Sjesternjov      | CSKA Moskou           | 298    |
| 1970 | 2º     | Vladimir Fedotov        | CSKA Moskou           | 159    |
| 1970 | 3º     | Viktor Bannikov         | Dynamo Kiev           | 73     |
| 1971 | 1º     | Jevgeni Roedakov        | Dynamo Kiev           | 298    |
| 1971 | 2º     | Viktor Kolotov          | Dynamo Kiev           | 200    |
| 1971 | 3º     | Edoeard Markarov        | Ararat Jerevan        | 61     |
| 1972 | 1º     | Jevgeni Lovtsjev        | Spartak Moskou        | 188    |
| 1972 | 2º     | Jevgeni Roedakov        | Dynamo Kiev           | 156    |
| 1972 | 3º     | Moertaz Choertsilava    | Dinamo Tbilisi        | 140    |
| 1973 | 1º     | Oleh Blochin            | Dynamo Kiev           | 207    |
| 1973 | 2º     | Arkadi Andriasjan       | Ararat Jerevan        | 156    |
| 1973 | 3º     | Vladimir Pilgoej        | Dinamo Moskou         | 82     |
| 1974 | 1º     | Oleh Blochin            | Dynamo Kiev           | 236    |
| 1974 | 2º     | Vladimir Veremejev      | Dynamo Kiev           | 62     |
| 1974 | 3º     | Aleksandr Prochorov     | Spartak Moskou        | 60     |
| 1975 | 1º     | Oleh Blochin            | Dynamo Kiev           | 362    |
| 1975 | 2º     | Vladimir Veremejev      | Dynamo Kiev           | 108    |
| 1975 | 3º     | Jevgeni Lovtsjev        | Spartak Moskou        | 99     |
| 1976 | 1º     | Vladimir Astapovski     | CSKA Moskou           | 256    |
| 1976 | 2º     | Davit Kipiani           | Dinamo Tbilisi        | 136    |
| 1976 | 3º     | Oleh Blochin            | Dynamo Kiev           | 116    |
| 1977 | 1º     | Davit Kipiani           | Dinamo Tbilisi        | 323    |
| 1977 | 2º     | Oleh Blochin            | Dynamo Kiev           | 198    |
| 1977 | 3º     | Joeri Degtjarev         | Sjachtar Donetsk      | 171    |
| 1978 | 1º     | Ramaz Sjengelia         | Dinamo Tbilisi        | 235    |
| 1978 | 2º     | Oleh Blochin            | Dynamo Kiev           | 156    |
| 1978 | 3º     | Georgi Jartsev          | Spartak Moskou        | 135    |
| 1979 | 1º     | Vitali Staroechin       | Sjachtar Donetsk      | 248    |
| 1979 | 2º     | Vagiz Tsjidijatoellin   | Spartak Moskou        | 175    |
| 1979 | 3º     | Joeri Gavrilov          | Spartak Moskou        | 172    |
| 1980 | 1º     | Aleksandr Tsjivadze     | Dinamo Tbilisi        | 259    |
| 1980 | 2º     | Oleh Blochin            | Dynamo Kiev           | 187    |
| 1980 | 3º     | Vagiz Tsjidijatoellin   | Spartak Moskou        | 103    |
| 1981 | 1º     | Ramaz Sjengelia         | Dinamo Tbilisi        | 360    |
| 1981 | 2º     | Oleh Blochin            | Dynamo Kiev           | 217    |
| 1981 | 3º     | Leonid Boerjak          | Dynamo Kiev           | 112    |
| 1982 | 1º     | Rinat Dasajev           | Spartak Moskou        | 400    |
| 1982 | 2º     | Anatoli Demjanenko      | Dynamo Kiev           | 120    |
| 1982 | 3º     | Andrej Jakoebik         | Pakhtakor Tasjkent    | 117    |
| 1983 | 1º     | Fjodor Tsjerenkov       | Spartak Moskou        | 442    |
| 1983 | 2º     | Rinat Dasajev           | Spartak Moskou        | 181    |
| 1983 | 3º     | Aleksandr Tsjivadze     | Dinamo Tbilisi        | 91     |
| 1984 | 1º     | Gennadi Litovtsjenko    | Dnipro Dnipropetrovsk | 397    |
| 1984 | 2º     | Michail Birjoekov       | Zenit Leningrad       | 222    |
| 1984 | 3º     | Joeri Gavrilov          | Spartak Moskou        | 75     |
| 1985 | 1º     | Anatoli Demjanenko      | Dynamo Kiev           | 409    |
| 1985 | 2º     | Oleg Protasov           | Dnipro Dnipropetrovsk | 393    |
| 1985 | 3º     | Fjodor Tsjerenkov       | Spartak Moskou        | 306    |
| 1986 | 1º     | Aleksandr Zavarov       | Dynamo Kiev           | 357    |
| 1986 | 2º     | Ihor Bilanov            | Dynamo Kiev           | 313    |
| 1986 | 3º     | Oleh Blochin            | Dynamo Kiev           | 81     |
| 1987 | 1º     | Oleg Protasov           | Dnipro Dnipropetrovsk | 256    |
| 1987 | 2º     | Aleksej Michailitsjenko | Dynamo Kiev           | 144    |
| 1987 | 3º     | Rinat Dasajev           | Spartak Moskou        | 120    |
| 1988 | 1º     | Aleksej Michailitsjenko | Dynamo Kiev           | 482    |
| 1988 | 2º     | Rinat Dasajev           | Spartak Moskou        | 109    |
| 1988 | 3º     | Fjodor Tsjerenkov       | Spartak Moskou        | 81     |
| 1989 | 1º     | Fjodor Tsjerenkov       | Spartak Moskou        | 345    |
| 1989 | 2º     | Stanislav Tsjertsjesov  | Spartak Moskou        | 172    |
| 1989 | 3º     | Vladimir Bessonov       | Dynamo Kiev           | 164    |
| 1990 | 1º     | Igor Dobrovolski        | Dinamo Moskou         | 259    |
| 1990 | 2º     | Sergej Joeran           | Dynamo Kiev           | 115    |
| 1990 | 3º     | Aleksandr Mostovoj      | Spartak Moskou        | 68     |
| 1991 | 1º     | Igor Kolyvanov          | Dinamo Moskou         | 229    |
| 1991 | 2º     | Aleksandr Mostovoj      | Spartak Moskou        | 153    |
| 1991 | 3º     | Igor Kornejev           | CSKA Moskou           | 148    |

## Overwinningen per club
| Club                  | Overwinningen | Jaren                                                |
| --------------------- | ------------- | ---------------------------------------------------- |
| Dynamo Kiev           | 9             | 1966, 1969, 1971, 1973, 1974, 1975, 1985, 1986, 1988 |
| Dinamo Tbilisi        | 4             | 1977, 1978, 1980, 1981                               |
| Spartak Moskou        | 4             | 1972, 1982, 1983, 1989                               |
| Torpedo Moskou        | 4             | 1964, 1965, 1967, 1968                               |
| CSKA Moskou           | 2             | 1970, 1976                                           |
| Dnipro Dnipropetrovsk | 2             | 1984, 1987                                           |
| Dinamo Moskou         | 2             | 1990, 1991                                           |
| Sjachtar Donetsk      | 1             | 1979                                                 |

## Recordhouders
| Speler            | Overwinningen | Jaren            |
| ----------------- | ------------- | ---------------- |
| Oleh Blochin      | 3             | 1973, 1974, 1975 |
| Fjodor Tsjerenkov | 2             | 1983, 1989       |
| Edoeard Streltsov | 2             | 1967, 1968       |
| Valeri Voronin    | 2             | 1964, 1965       |

## Trivia
- In 1975 werd Oleh Blochin niet alleen verkozen tot voetballer van het jaar van de Sovjet-Unie, maar ontving hij ook de Ballon d'Or als beste speler van Europa.
- In 1986 ontving Ihor Bilanov de Ballon d'Or als beste voetballer van Europa, maar werd hij niet verkozen tot voetballer van het jaar van de Sovjet-Unie.

Azerbeidzjan · België (HLN · PL) · Bosnië-Herzegovina · Bulgarije · Denemarken · Duitsland · Engeland (PFA · FWA) · Estland · Finland · Frankrijk (FF · UNFP) · Georgië · Gibraltar · Griekenland · Hongarije · Ierland · Israël · Italië · Kazachstan · Kosovo · Kroatië · Letland · Liechtenstein · Litouwen · Luxemburg · Malta · Moldavië · Nederland · Noord-Macedonië · Noorwegen · Oekraïne · Oostenrijk · Polen · Portugal (CNID · PGB) · Roemenië · Rusland ("Futbol" · "Sport-Express") · Schotland (SPFA · SFWA) · Servië · Slowakije · Sovjet-Unie · Spanje (TADS · PDB · LFP) · Tsjechië (ČMFS · KSN) · Wit-Rusland · Zweden · Zwitserland